# Florent-en-Argonne
Pour les articles homonymes, voir Florent et Argonne.
Florent-en-Argonne est une commune française, située dans le département de la Marne en région Grand Est.

## Géographie

### Localisation
Florent-en-Argonne se trouve au nord-est du département de la Marne, en région Grand Est, à la limite avec le département de la Meuse. La commune appartient à la région agricole de l'Argonne.
La commune de Florent-en-Argonne s'étend sur une superficie de 1 229 hectares. La majeure partie du territoire communal est couverte par la forêt d'Argonne. Sur son territoire, l'altitude varie entre 144 à 253 mètres ; son point culminant se trouve au sud au lieu-dit la Mutte. Le relief décroit fortement à l'est de la commune, à l'approche de la Biesme, rivière qui fait office de frontière entre la Marne et la Meuse.
Par la route, Florent-en-Argonne se situe à 55 km de Châlons-en-Champagne, préfecture du département, à 42 km de Verdun dans la Meuse, et à 8 km de Sainte-Menehould, bureau centralisateur du canton d'Argonne Suippe et Vesle dont dépend Florent-en-Argonne depuis 2015. La commune fait en outre partie du bassin de vie de Sainte-Menehould.
Florent-en-Argonne est limitrophe de 7 communes :
|                | Vienne-le-Château  | Lachalade  |
| Moiremont      | Florent-en-Argonne | Le Claon   |
| Chaudefontaine | Sainte-Menehould   | Le Neufour |

### Hydrographie
La commune est dans la région hydrographique « la Seine du confluent de l'Oise (inclus) à l'embouchure » au sein du bassin Seine-Normandie. Elle est drainée par la Biesme, le cours d'eau 09 de la commune de Florent-en-Argonne, le Fossé de la Vallée Jean Rognier, le ruisseau de Bocofontaine, le ruisseau de la Fontaine Lepretre, le ruisseau de la Mornie, le ruisseau de Mairesse, le ruisseau de Roes, le ruisseau de Vitecote, le ruisseau des Étangs, le ruisseau du Voyot et divers autres petits cours d'eau,.
La Biesme, d'une longueur de 28 km, prend sa source dans la commune de Beaulieu-en-Argonne et se jette  dans l'Aisne à Saint-Thomas-en-Argonne, après avoir traversé neuf communes. Les caractéristiques hydrologiques de la Biesme sont données par la station hydrologique située sur la commune. Le débit moyen mensuel est de 0,869 m3/s. Le débit moyen journalier maximum est de 25,7 m3/s, atteint lors de la crue du 15 juillet 2021. Le débit instantané maximal est quant à lui de 35,7 m3/s, atteint le même jour.
Un plan d'eau complète le réseau hydrographique : le plan d'eau du Bois de la Viergette, d'une superficie totale de 1,1 ha (1,1 ha sur la commune),.

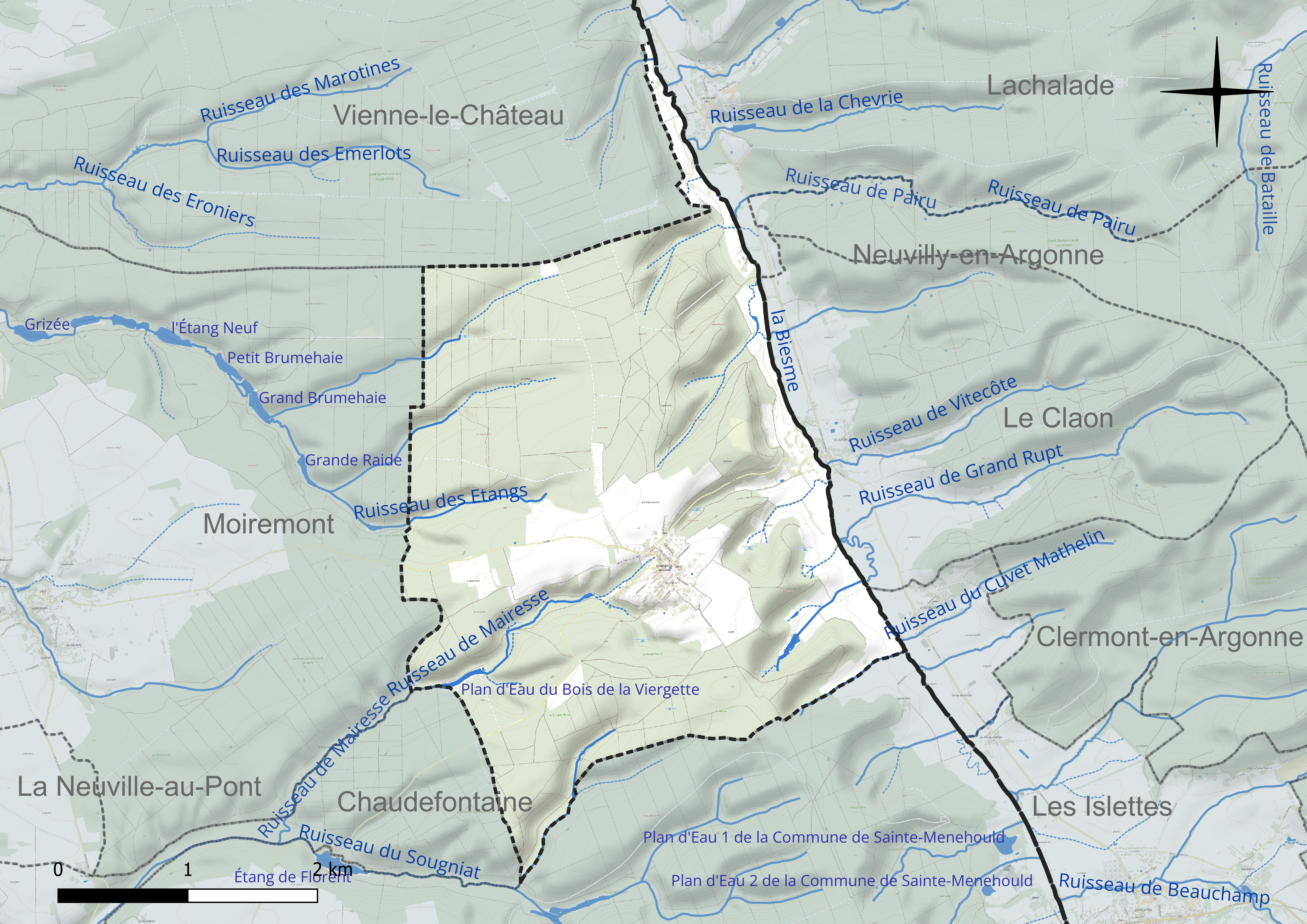
Réseau hydrographique de Florent-en-Argonne.

### Climat
Pour des articles plus généraux, voir Climat du Grand Est et Climat de la Marne.
En 2010, le climat de la commune est de type climat de montagne, selon une étude du Centre national de la recherche scientifique s'appuyant sur une série de données couvrant la période 1971-2000. En 2020, Météo-France publie une typologie des climats de la France métropolitaine dans laquelle la commune est exposée à un climat océanique altéré et est dans une zone de transition entre les régions climatiques « Nord-est du bassin Parisien » et « Lorraine, plateau de Langres, Morvan ». 
Pour la période 1971-2000, la température annuelle moyenne est de 10,2 °C, avec une amplitude thermique annuelle de 15,9 °C. Le cumul annuel moyen de précipitations est de 977 mm, avec 13,8 jours de précipitations en janvier et 9,4 jours en juillet. Pour la période 1991-2020, la température moyenne annuelle observée sur la station météorologique de Météo-France la plus proche, « Aubreville_sapc », sur la commune d'Aubréville à 9 km à vol d'oiseau, est de 10,9 °C et le cumul annuel moyen de précipitations est de 854,3 mm. 
La température maximale relevée sur cette station est de 41,8 °C, atteinte le 25 juillet 2019 ; la température minimale est de −15,7 °C, atteinte le 20 décembre 2009,,. 
Les paramètres climatiques de la commune ont été estimés pour le milieu du siècle (2041-2070) selon différents scénarios d'émission de gaz à effet de serre à partir des nouvelles projections climatiques de référence DRIAS-2020. Ils sont consultables sur un site dédié publié par Météo-France en novembre 2022.

## Urbanisme

### Typologie
Au 1er janvier 2024, Florent-en-Argonne est catégorisée commune rurale à habitat dispersé, selon la nouvelle grille communale de densité à sept niveaux définie par l'Insee en 2022.
Elle est située hors unité urbaine. Par ailleurs la commune fait partie de l'aire d'attraction de Sainte-Menehould, dont elle est une commune de la couronne,. Cette aire, qui regroupe 50 communes, est catégorisée dans les aires de moins de 50 000 habitants,.

### Occupation des sols
L'occupation des sols de la commune, telle qu'elle ressort de la base de données européenne d’occupation biophysique des sols Corine Land Cover (CLC), est marquée par l'importance des forêts et milieux semi-naturels (78,2 % en 2018), en diminution par rapport à 1990 (80 %). La répartition détaillée en 2018 est la suivante : 
forêts (74,5 %), prairies (11,1 %), terres arables (8,6 %), milieux à végétation arbustive et/ou herbacée (3,7 %), zones urbanisées (2,1 %). L'évolution de l’occupation des sols de la commune et de ses infrastructures peut être observée sur les différentes représentations cartographiques du territoire : la carte de Cassini (XVIIIe siècle), la carte d'état-major (1820-1866) et les cartes ou photos aériennes de l'IGN pour la période actuelle (1950 à aujourd'hui).

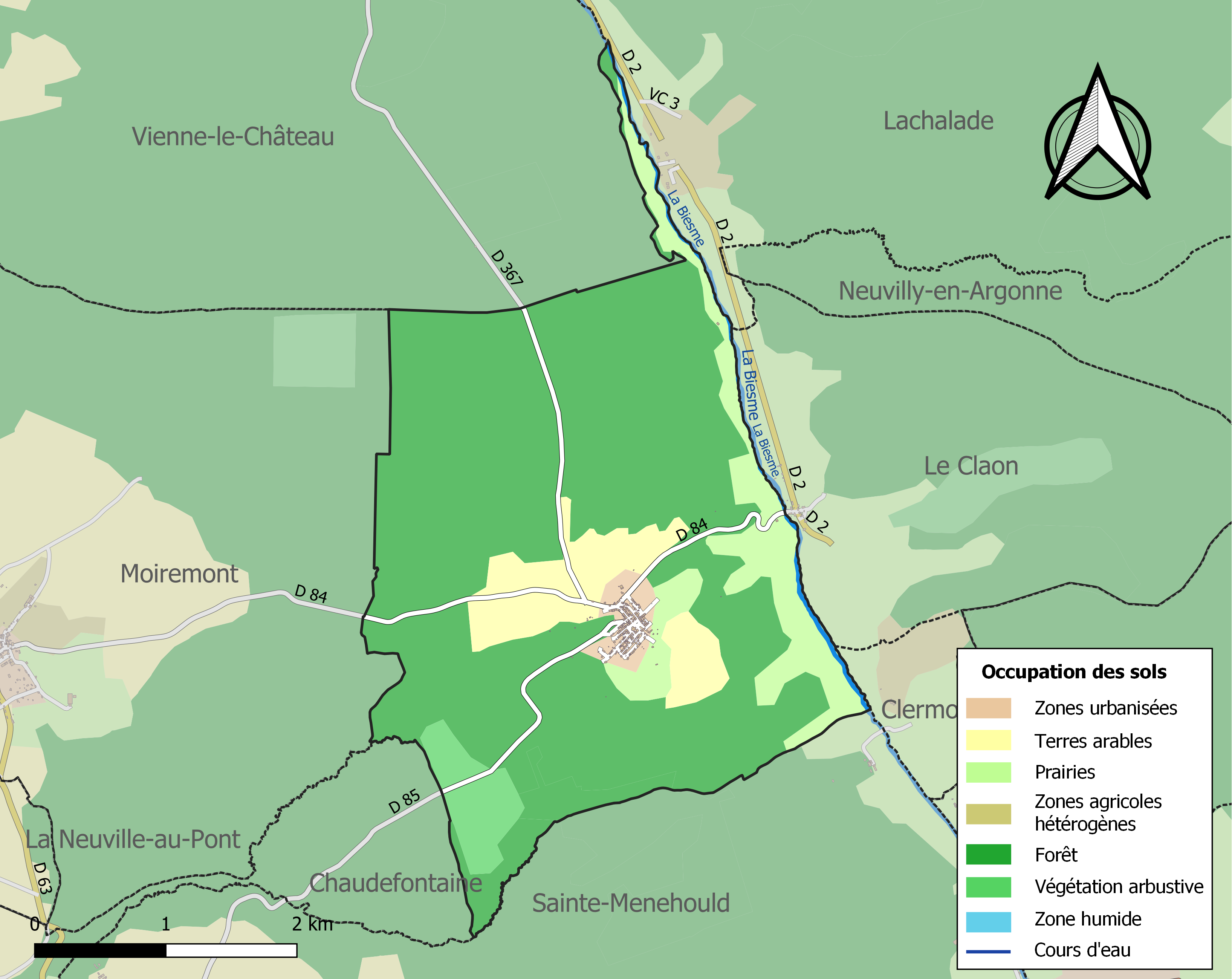
Carte des infrastructures et de l'occupation des sols de la commune en 2018 (CLC).

## Toponymie
Le nom de la localité est attesté sous les formes : Villa de Florentia (1226) ; Nova villa que dicitur Florentia (1229) ; Florenz (1229) ; Florence (vers 1252) ; Florens (1293) ; Florant, Floranz (vers 1300) ; Florens (1327) ; Florent, Florans (1406) ; Floran dedans le bois (fin du xve siècle) ; Fleurent (1669) ; Fleurant (1676) ; Florent-les-Sept-Moulins.

Le qualificatif en Argonne fait référence à l'Argonne, région naturelle qui chevauche les départements de la Marne, des Ardennes et de la Meuse, à l'est du bassin parisien.

## Histoire

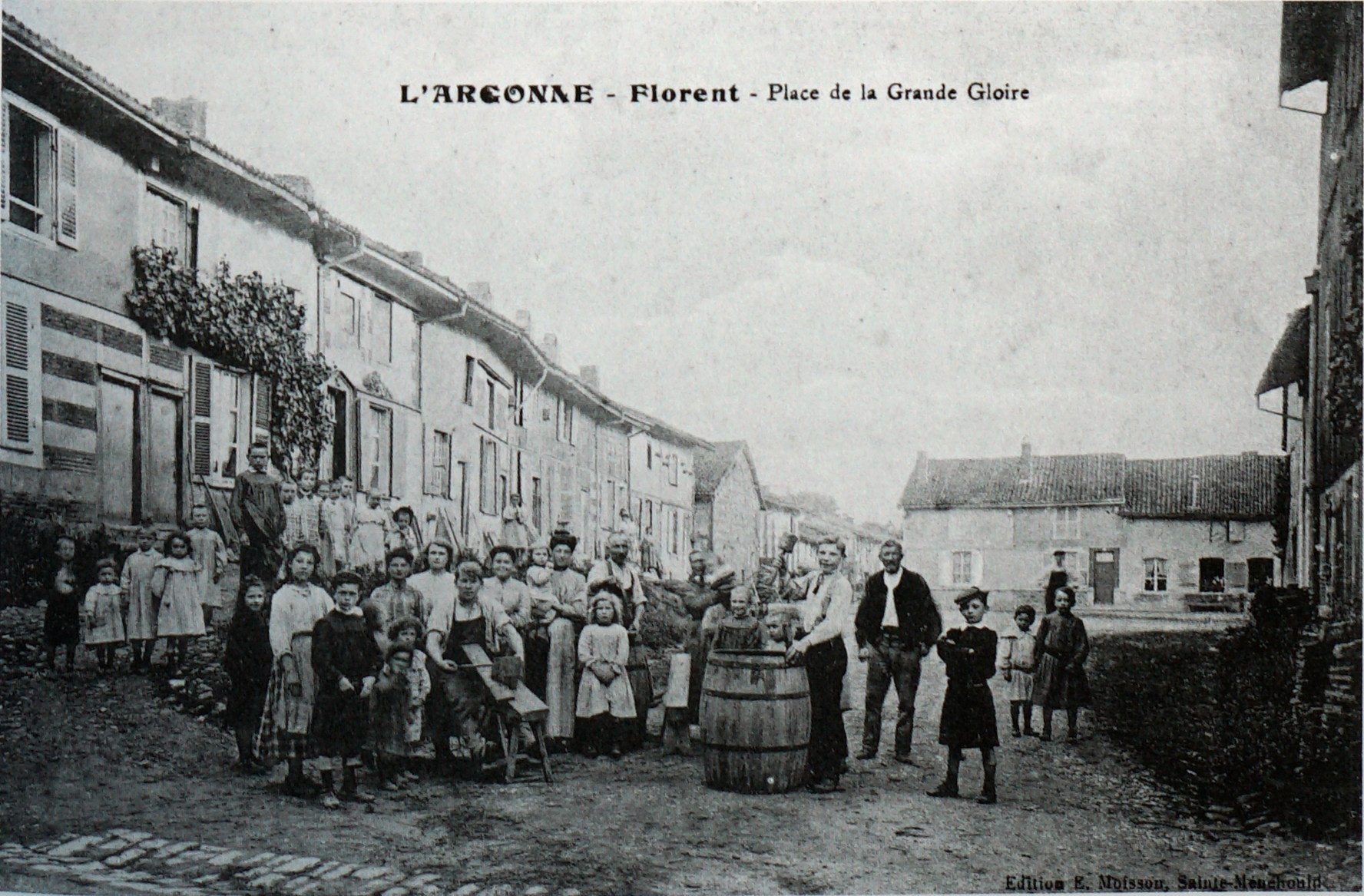
Florent-en-Argonne, place de la Grande Gloire, en 1910.

Un atelier de potiers gallo-romains a été mis au jour par des fouilles au Pont-des-Rèmes dans la vallée de la Biesme à la limite entre les territoires des Rèmes et des Viroduniens.
Durant la Première Guerre mondiale, en 1914 et 1915, la commune se situait proche du front lors de Seconde bataille de Champagne.
En août 1914, Victor S. jugé et condamné la veille par le conseil de guerre spécial du 147e RI est passé par les armes à Florent-en-Argonne. Il se perd lors d'une des batailles de ce régiment. Il est recueilli par le 147e RI et affecté à la 9e Cie. Victor fut condamné et exécuté pour abandon de poste en présence de l'ennemi. Son chef avait noté de trop nombreuses disparitions, mais Victor revenait soit volontairement, soit était retrouvé. L'un des membres du conseil de guerre eut un doute et ne vota pas la condamnation à mort,.

## Politique et administration
Par décret du 29 mars 2017, l'arrondissement de Sainte-Menehould est supprimée et la commune est intégrée le 31 mars 2017 à l'arrondissement de Châlons-en-Champagne.

### Intercommunalité
La commune, antérieurement membre de la communauté de communes de la Région de Sainte-Menehould, est membre, depuis le 1er janvier 2014, de la CC de l'Argonne Champenoise.
En effet, conformément au schéma départemental de coopération intercommunale de la Marne du 15 décembre 2011, cette communauté de communes de l'Argonne Champenoise est issue de la fusion, au 1er janvier 2014,  de : 
- la communauté de communes du Canton de Ville-sur-Tourbe ;
- de la communauté de communes de la Région de Givry-en-Argonne ;
- et de la communauté de communes de la Région de Sainte-Menehould.

Les communes isolées de Cernay-en-Dormois, Les Charmontois, Herpont et Voilemont ont également rejoint l'Argonne Champenoise à sa création.

### Liste des maires
| Période                                  | Période                      | Identité   | Étiquette | Qualité                         |
| ---------------------------------------- | ---------------------------- | ---------- | --------- | ------------------------------- |
| Les données manquantes sont à compléter. |                              |            |           |                                 |
| avant 1988                               | ?                            | Yves Oudet |           |                                 |
| 1995                                     | En cours (au 4 juillet 2014) | Gérard Ley | PS        | Réélu pour le mandat 2014-2020, |

## Démographie
L'évolution du nombre d'habitants est connue à travers les recensements de la population effectués dans la commune depuis 1793. Pour les communes de moins de 10 000 habitants, une enquête de recensement portant sur toute la population est réalisée tous les cinq ans, les populations de référence des années intermédiaires étant quant à elles estimées par interpolation ou extrapolation. Pour la commune, le premier recensement exhaustif entrant dans le cadre du nouveau dispositif a été réalisé en 2007.

En 2022, la commune comptait 217 habitants, en évolution de −10,7 % par rapport à 2016 (Marne : −1,19 %, France hors Mayotte : +2,11 %).
| 1793 | 1800 | 1806 | 1821 | 1831 | 1836 | 1841 | 1846  | 1851 |
| ---- | ---- | ---- | ---- | ---- | ---- | ---- | ----- | ---- |
| 610  | 714  | 724  | 815  | 919  | 947  | 991  | 1 000 | 924  |

| 1856 | 1861 | 1866 | 1872 | 1876 | 1881 | 1886 | 1891 | 1896 |
| ---- | ---- | ---- | ---- | ---- | ---- | ---- | ---- | ---- |
| 881  | 816  | 812  | 758  | 786  | 732  | 672  | 602  | 585  |

| 1901 | 1906 | 1911 | 1921 | 1926 | 1931 | 1936 | 1946 | 1954 |
| ---- | ---- | ---- | ---- | ---- | ---- | ---- | ---- | ---- |
| 530  | 521  | 474  | 434  | 389  | 356  | 332  | 359  | 358  |

| 1962 | 1968 | 1975 | 1982 | 1990 | 1999 | 2006 | 2007 | 2012 |
| ---- | ---- | ---- | ---- | ---- | ---- | ---- | ---- | ---- |
| 334  | 300  | 265  | 252  | 234  | 235  | 245  | 246  | 259  |

| 2017 | 2022 | - | - | - | - | - | - | - |
| ---- | ---- | - | - | - | - | - | - | - |
| 235  | 217  | - | - | - | - | - | - | - |

## Lieux et monuments
La nécropole nationale de Florent-en-Argonne est située la sortie du village en direction du Claon. Elle fut créée en 1923. Sur une superficie d'environ 1 ha, reposent les corps de 2 061 soldats tués au cours de la Première Guerre mondiale.

## Personnalités liées à la commune
- L'historien Marc Bloch a séjourné à plusieurs reprises dans le village, proche du front, pendant la Première Guerre mondiale[35].